# Сали (племе)
Вижте пояснителната страница за други значения на Сали.
Салите също Салувии (лат.: salyes, salyi; salluvii; гръцки: Σάλυες)) са най-могъщите сред лигурските народни племена. Те са живеели, смесени с келтски елементи, в южна Галия, западно от Алпите, между Рона и морските Алпи.
Римляните водят с тях дълго тежки войни, докато през 123 пр.н.е. Гай Секстий Калвин ги подчинява и образува в завладяната територия колонията Aquae Sextiae (Екс ан Прованс).